# Rugby Europe International Championships 2023/24
Die Rugby Europe International Championships 2023/24 waren ein Rugby-Union-Wettbewerb für europäische Nationalmannschaften der zweiten und dritten Stärkeklasse, unterhalb der Six Nations. Es handelte sich um die 49. Auflage der Rugby-Union-Europameisterschaft. Beteiligt waren 31 Mannschaften, die in vier Divisionen aufgeteilt waren. Georgien verteidigte den Titel vom Vorjahr.
Die Mannschaften spielten über ein Jahr einmal gegen jeden Gegner. In der Rugby Europe Championship spielten acht Mannschaften in zwei Gruppen, die Rugby Europe Trophy umfasste sechs Mannschaften. Die Rugby Europe Conference war in zwei Gruppen mit je fünf, eine Gruppe mit vier und eine Gruppe mit drei Mannschaften eingeteilt. In der Rugby Europe Development genannten untersten Division spielten zwei Mannschaften. Wegen des Überfalls auf die Ukraine blieb Russland weiterhin von sämtlichen europäischen Wettbewerben ausgeschlossen.

## Modus
Das verwendete Punktesystem war wie folgt:
- 4 Punkte bei einem Sieg
- 2 Punkte bei einem Unentschieden
- 0 Punkte bei einer Niederlage
- 1 Bonuspunkt wenn eine Mannschaft in einem Spiel mindestens drei Versuche mehr erzielt als der Gegner
- 1 Bonuspunkt bei einer Niederlage mit sieben oder weniger Punkten Differenz
- 1 Bonuspunkt bei einem Grand Slam (Siege in allen Spielen)

## Rugby Europe Championship
Um den Absteiger in die Rugby Europe Trophy zu ermitteln, wurden zusätzlich die Ergebnisse der Championship 2022/23 herangezogen.

### Gruppe A
|    | Land        | Spiele | Siege | Unent. | Ndlg. | Spiel- punkte | Diff. | Bonus- punkte | Tabellen- punkte |
| -- | ----------- | ------ | ----- | ------ | ----- | ------------- | ----- | ------------- | ---------------- |
| 1. | Georgien    | 3      | 3     | 0      | 0     | 97:30         | + 67  | 2             | 14               |
| 2. | Spanien     | 3      | 2     | 0      | 1     | 50:61         | − 11  | 1             | 9                |
| 3. | Niederlande | 3      | 1     | 0      | 2     | 67:64         | + 3   | 2             | 6                |
| 4. | Deutschland | 3      | 0     | 0      | 3     | 35:94         | − 59  | 0             | 0                |

| 3. Februar 2024 13:15 MEZ | Niederlande | 18 : 20        | Spanien                                                                                          | NRCA, Amsterdam Zuschauer: 1400 Schiedsrichter: Hollie Davidson (Schottland) |
| 3. Februar 2024 13:15 MEZ | Versuche: van Dijken 60. n.erh. Bloemen 76. erh. Erhöhungen: du Plessis (1/2) Straftritte: Weersma (2/2) 6., 28. | (6:20) Bericht | Versuche: Bell 7. erh. Cian 31. erh. Erhöhungen: Güemes (2/2) Straftritte: Guemes (2/2) 14., 41. | NRCA, Amsterdam Zuschauer: 1400 Schiedsrichter: Hollie Davidson (Schottland) |

| 4. Februar 2024 15:00 MEZ | Deutschland | 17 : 28           | Georgien | Paul-Greifzu-Stadion, Dessau Zuschauer: 5400 Schiedsrichter: Tom Spurrier (Wales) |
| 4. Februar 2024 15:00 MEZ | Versuche: Bachofer 20. erh. Klewinghaus 64. erh. Erhöhungen: Stella (1/1) Straftritte: Stella (1/1) 31. Parkinson (1/1) | (10 : 14) Bericht | Versuche: Strafversuch 10. Spanderaschwili 39. erh. Scharikadse 51. erh. Modebadse 59. erh. Erhöhungen: Matkawa (3/3) | Paul-Greifzu-Stadion, Dessau Zuschauer: 5400 Schiedsrichter: Tom Spurrier (Wales) |

| 10. Februar 2024 14:00 GET | Georgien | 31 : 10        | Niederlande                                               | Awtschala-Stadion, Tiflis Zuschauer: 2963 Schiedsrichter: Alexandru Ionescu (Rumänien) |
| 10. Februar 2024 14:00 GET | Versuche: Babunaschwili 23. erh. Tabuzadse 31. erh. Kweseladse (2) 42. erh., 57. n.erh. Spanderaschwili 64. n.erh. Erhöhungen: Matkawa (3/4) | (14:3) Bericht | Versuche: Strafversuch 80. Straftritte: Weersma (1/1) 10. | Awtschala-Stadion, Tiflis Zuschauer: 2963 Schiedsrichter: Alexandru Ionescu (Rumänien) |

| 11. Februar 2024 12:45 MEZ | Spanien | 27 : 5         | Deutschland                   | Estadio Nacional Complutense, Madrid Zuschauer: 6000 Schiedsrichter: Paulo Duarte (Portugal) |
| 11. Februar 2024 12:45 MEZ | Versuche: Cian 14. n.erh. Mateu 31. erh. Bay 56. n.erh. Bell 80. erh. Erhöhungen: Güemes (1/3) López (1/1) Straftritte: Guemes (1/1) 21. | (15:5) Bericht | Versuche: Tyumenev 40. n.erh. | Estadio Nacional Complutense, Madrid Zuschauer: 6000 Schiedsrichter: Paulo Duarte (Portugal) |

| 17. Februar 2024 16:00 GET | Georgien | 38 : 3        | Spanien                | Awtschala-Stadion, Tiflis Zuschauer: 3000 Schiedsrichter: Sam Grove-White (Schottland) |
| 17. Februar 2024 16:00 GET | Versuche: Peranidse 36. erh. Tabuzadse 47. n.erh. Strafversuch 53. Kweseladse 66. n.erh. Babunaschwili 76. erh. Tapladse 79. erh. Erhöhungen: Matkawa (1/3) Abschandadse (2/2) | (7:3) Bericht | Straftritte: López 20. | Awtschala-Stadion, Tiflis Zuschauer: 3000 Schiedsrichter: Sam Grove-White (Schottland) |

| 18. Februar 2024 13:30 MEZ | Niederlande | 39 : 13         | Deutschland                                                                             | NRCA, Amsterdam Zuschauer: 2000 Schiedsrichter: Andrew Cole (Irland) |
| 18. Februar 2024 13:30 MEZ | Versuche: Raymond 8. erh. Fortuin 14. n.erh. van Dijk 54. erh. Bennie-Coulson (2) 67. erh., 80.+4 erh. Erhöhungen: Weersma (4/5) Straftritte: Weersma (2/3) 42., 76. | (12:10) Bericht | Versuche: Tyumenev 27. erh. Erhöhungen: Stella (1/1) Straftritte: Stella (2/2) 32., 44. | NRCA, Amsterdam Zuschauer: 2000 Schiedsrichter: Andrew Cole (Irland) |

### Gruppe B
|    | Land     | Spiele | Siege | Unent. | Ndlg. | Spiel- punkte | Diff. | Bonus- punkte | Tabellen- punkte |
| -- | -------- | ------ | ----- | ------ | ----- | ------------- | ----- | ------------- | ---------------- |
| 1. | Portugal | 3      | 2     | 0      | 1     | 109:41        | + 68  | 3             | 11               |
| 2. | Rumänien | 3      | 2     | 0      | 1     | 77:75         | + 2   | 1             | 9                |
| 3. | Belgien  | 3      | 2     | 0      | 1     | 59:49         | + 10  | 1             | 9                |
| 4. | Polen    | 3      | 0     | 0      | 3     | 25:105        | − 80  | 0             | 0                |

| 3. Februar 2024 20:00 MEZ | Belgien                                                                          | 10 : 6         | Portugal                         | Stade Charles Tondreau, Mons Zuschauer: 4600 Schiedsrichter: Saba Abulaschwili (Georgien) |
| 3. Februar 2024 20:00 MEZ | Versuche: De Francq 6. erh. Erhöhungen: Remue (1/1) Straftritte: Remue (1/3) 30. | (10:6) Bericht | Straftritte: Aubry (2/2) 3., 31. | Stade Charles Tondreau, Mons Zuschauer: 4600 Schiedsrichter: Saba Abulaschwili (Georgien) |

| 4. Februar 2024 18:15 MEZ | Polen                                                         | 8 : 20         | Rumänien | Narodowy Stadion Rugby, Gdynia Zuschauer: 2500 Schiedsrichter: Keane Davison (Irland) |
| 4. Februar 2024 18:15 MEZ | Versuche: Tebatt 72. n.erh. Straftritte: Piotrowicz (1/1) 13. | (3:17) Bericht | Versuche: Stratila 7. n.erh. Savin 19. n.erh. Iliuta 34. erh. Erhöhungen: Boldor (1/3) Straftritte: Boldor (1/1) 65. | Narodowy Stadion Rugby, Gdynia Zuschauer: 2500 Schiedsrichter: Keane Davison (Irland) |

| 10. Februar 2024 16:30 OEZ | Rumänien | 33 : 18        | Belgien                                                                      | Stadionul Arcul de Triumf, Bukarest Zuschauer: 5500 Schiedsrichter: Iñigo Atorrasagasti (Spanien) |
| 10. Februar 2024 16:30 OEZ | Versuche: Savin (2) 30. erh., 40. erh. Manumua 47. n.erh. Strafversuch 58. Rosu 79. erh. Erhöhungen: Melinte (3/4) | (14:6) Bericht | Versuche: Strafversuch 60. Soenen 15. n.erh. Straftritte: Gott (2/2) 3., 10. | Stadionul Arcul de Triumf, Bukarest Zuschauer: 5500 Schiedsrichter: Iñigo Atorrasagasti (Spanien) |

| 10. Februar 2024 19:00 WEZ | Portugal | 54 : 7         | Polen                                                | Estádio Nacional, Lissabon Zuschauer: 2300 Schiedsrichter: Ethan Glass (Schweiz) |
| 10. Februar 2024 19:00 WEZ | Versuche: Camacho (3) 1. erh., 25. n.erh., 44. erh. Torgal 4. erh. Strafversuch 17. Begic 31. erh. Lima 52. erh. Batista 70. erh. Erhöhungen: Aubry (5/6) Rodrigues (1/1) | (33:7) Bericht | Versuche: Hudson 10. erh. Erhöhungen: Banaszek (1/1) | Estádio Nacional, Lissabon Zuschauer: 2300 Schiedsrichter: Ethan Glass (Schweiz) |

| 17. Februar 2024 16:30 OEZ | Rumänien | 24 : 49         | Portugal | Stadionul Arcul de Triumf, Bukarest Zuschauer: 5000 Schiedsrichter: Nika Amaschukeli (Georgien) |
| 17. Februar 2024 16:30 OEZ | Versuche: Cojocaru 22. erh. Gontineac 44. erh. Neagu 58. erh. Erhöhungen: Conache (3/3) Dropgoals: Conache (1/1) 36. | (10:20) Bericht | Versuche: Pinto (2) 13. erh., 70. erh. Tangimana 37. erh. Manumua 11. erh. L. Martins 77. erh. N. Martins 80.+3 n.erh. Erhöhungen: Aubry (5/5) Straftritte: Aubry (3/4) 19., 34., 63. | Stadionul Arcul de Triumf, Bukarest Zuschauer: 5000 Schiedsrichter: Nika Amaschukeli (Georgien) |

| 17. Februar 2024 19:00 MEZ | Belgien | 31 : 10        | Polen                                                                             | Stade du Pachy, Waterloo Zuschauer: 2000 Schiedsrichter: Ben Breakspear (Wales) |
| 17. Februar 2024 19:00 MEZ | Versuche: Jadot 4. erh. Raynier 43. erh. Berger 52. erh. Hendrickx 71. erh. Erhöhungen: De Francq (4/4) Straftritte: De Francq (1/2) 31. | (10:0) Bericht | Versuche: Saborit 58. erh. Erhöhungen: Maltby (1/1) Straftritte: Maltby (1/1) 47. | Stade du Pachy, Waterloo Zuschauer: 2000 Schiedsrichter: Ben Breakspear (Wales) |

### K.-o.-Runde um Europameistertitel
Halbfinale
| 2. März 2024 16:00 GET | Georgien | 43 : 5         | Rumänien                      | Micheil-Meschi-Stadion, Tiflis Zuschauer: 10.300 Schiedsrichter: Peter Martin (Irland) |
| 2. März 2024 16:00 GET | Versuche: Tabuzadse (3) 4. n.erh., 37. n.erh., 74. erh. Modebase 50. erh. Gorgadse 56. n.erh. Alania 64. erh. Tapladse 79. erh. Erhöhungen: Niniaschwili (2/3) Abschandadse (2/2) | (10:0) Bericht | Versuche: Tangiman 71. n.erh. | Micheil-Meschi-Stadion, Tiflis Zuschauer: 10.300 Schiedsrichter: Peter Martin (Irland) |

| 3. März 2024 15:00 WEZ | Portugal | 33 : 30         | Spanien | Estádio do Restelo, Lissabon Zuschauer: 8.000 Schiedsrichter: Benoît Rousselet (Frankreich) |
| 3. März 2024 15:00 WEZ | Versuche: Martins 35. erh. Lima 50. erh. Pinto 57. erh. Erhöhungen: Aubry (3/3) Straftritte: Aubry (4/4) 10., 17., 64., 68. | (13:20) Bericht | Versuche: Mateu 12. erh. Cian 38. erh. Ferrer 78. erh. Erhöhungen: López (1/1) Güemes (2/2) Straftritte: López (1/1) 3. Güemes (2/2) 17., 42. | Estádio do Restelo, Lissabon Zuschauer: 8.000 Schiedsrichter: Benoît Rousselet (Frankreich) |

Spiel um Platz 3
| 17. März 2024 18:15 MEZ | Rumänien | 33 : 40         | Spanien | Stade Jean-Bouin, Paris Zuschauer: 6000 Schiedsrichter: Adam Jones (Wales) |
| 17. März 2024 18:15 MEZ | Versuche: Simionescu (2) 4. n.erh., 14. erh. Tomane (2) 55. erh., 74. erh. Mitu 79. erh. Erhöhungen: Melinte (2/2) Conache (2/2) | (12:21) Bericht | Versuche: Cian 26. erh. Bell 29. erh. Pichardie (2) 40. erh., 44. erh. Gimeno 49. erh. Ovajero 70. n.erh. Erhöhungen: Güemes (5/5) | Stade Jean-Bouin, Paris Zuschauer: 6000 Schiedsrichter: Adam Jones (Wales) |

Finale
| 17. März 2024 21:00 MEZ | Georgien | 36 : 10        | Portugal                                                                          | Stade Jean-Bouin, Paris Zuschauer: 8000 Schiedsrichter: Tual Trainini (Frankreich) |
| 17. März 2024 21:00 MEZ | Versuche: Tabuzadse (2) 42. n.erh., 64. erh. Karkadse 49. n.erh. Alania 68. erh. Erhöhungen: Matkawa (2/4) Straftritte: Matkawa (4/4) 9., 13., 28., 33. | (12:3) Bericht | Versuche: Marta 78. erh. Erhöhungen: Aubry (1/1) Straftritte: Camacho (1/1) 40.+1 | Stade Jean-Bouin, Paris Zuschauer: 8000 Schiedsrichter: Tual Trainini (Frankreich) |

### K.-o.-Runde um Platz 5 bis 8
Halbfinale
| 2. März 2024 16:15 MEZ | Niederlande | 54 : 7         | Polen                                             | NRCA, Amsterdam Zuschauer: 1700 Schiedsrichter: Iñigo Atorrasagasti (Spanien) |
| 2. März 2024 16:15 MEZ | Versuche: Bennie-Coulson 5. erh. Verhoorn 23. n.erh. van Dijk 23. erh. Schoonraad 38. erh. Raymond 44. n.erh. van de Ven 56. n.erh. Noorman 65. n.erh. van Hilst 69. erh. Erhöhungen: Meijer (4/8) Straftritte: Meijer (2/2) 17., 26. | (32:0) Bericht | Versuche: Loboda 74. erh. Erhöhungen: Kołaś (1/1) | NRCA, Amsterdam Zuschauer: 1700 Schiedsrichter: Iñigo Atorrasagasti (Spanien) |

| 2. März 2024 19:00 MEZ | Belgien                                                            | 11 : 21       | Deutschland | Stade du Pachy, Waterloo Zuschauer: 2500 Schiedsrichter: Sam Grove-White (Schottland) |
| 2. März 2024 19:00 MEZ | Versuche: Wallraf 46. n.erh. Straftritte: De Francq (2/2) 11., 54. | (3:8) Bericht | Versuche: Tyumenev 31. n.erh. Lammers 66. erh. Erhöhungen: Klewinghaus (1/1) Straftritte: Stella (1/4) 9. Klewinghaus (1/1) 73. Dropgoals: Klewinghaus (1/1) 74. | Stade du Pachy, Waterloo Zuschauer: 2500 Schiedsrichter: Sam Grove-White (Schottland) |

Spiel um Platz 7
| 17. März 2024 11:45 MEZ | Polen                                                          | 8 : 34         | Belgien | Stade Jean-Bouin, Paris Zuschauer: 2000 Schiedsrichter: Schota Tewsadse (Georgien) |
| 17. März 2024 11:45 MEZ | Versuche: Plichta 64. n.erh. Straftritte: Piotrowicz (1/1) 15. | (3:22) Bericht | Versuche: Seonen 2. erh. Wallraf 21. erh. Tauzia 29. n.erh. Bastin 53. erh. Torfs 77. erh. Erhöhungen: De Franck (4/5) Straftritte: De Franck (1/1) 9. | Stade Jean-Bouin, Paris Zuschauer: 2000 Schiedsrichter: Schota Tewsadse (Georgien) |

Spiel um Platz 5
| 17. März 2024 14:35 MEZ | Niederlande | 45 : 0         | Deutschland | Stade Jean-Bouin, Paris Zuschauer: 2000 Schiedsrichter: Paulo Duarte (Portugal) |
| 17. März 2024 14:35 MEZ | Versuche: Fortuin 12. erh. Schoonraad 26. erh. Bloemen 40. erh. Wierenga (3) 47. erh., 61. erh., 65. erh. Erhöhungen: Fortuin (6/6) Straftritte: Fortuin (1/2) 22. | (24:0) Bericht |             | Stade Jean-Bouin, Paris Zuschauer: 2000 Schiedsrichter: Paulo Duarte (Portugal) |

|    | Land        |
| -- | ----------- |
| 1. | Georgien    |
| 2. | Portugal    |
| 3. | Spanien     |
| 4. | Rumänien    |
| 5. | Niederlande |
| 6. | Deutschland |
| 7. | Belgien     |
| 8. | Polen       |

|    | Land        | 2023 | 2024 | Punkte total |
| -- | ----------- | ---- | ---- | ------------ |
| 1. | Georgien    | 10   | 10   | 20           |
| 2. | Portugal    | 8    | 8    | 16           |
| 3. | Rumänien    | 6    | 5    | 11           |
| 4. | Spanien     | 5    | 6    | 11           |
| 5. | Niederlande | 4    | 4    | 8            |
| 6. | Deutschland | 3    | 3    | 6            |
| 7. | Belgien     | 2    | 2    | 4            |
| 8. | Polen       | 1    | 1    | 2            |

## Rugby Europe Trophy

### Ergebnisse
|    | Land       | Spiele | Siege | Unent. | Ndlg. | Spiel- punkte | Diff. | Bonus- punkte | Tabellen- punkte |
| -- | ---------- | ------ | ----- | ------ | ----- | ------------- | ----- | ------------- | ---------------- |
| 1. | Schweiz    | 5      | 5     | 0      | 0     | 198:64        | + 134 | 2             | 22               |
| 2. | Schweden   | 5      | 4     | 0      | 1     | 145:112       | + 33  | 2             | 18               |
| 3. | Tschechien | 5      | 3     | 0      | 2     | 192:153       | + 39  | 2             | 14               |
| 4. | Kroatien   | 5      | 2     | 0      | 3     | 130:132       | − 2   | 3             | 11               |
| 5. | Litauen    | 5      | 1     | 0      | 4     | 103:143       | − 40  | 0             | 4                |
| 6. | Ukraine    | 5      | 0     | 0      | 5     | 61:225        | − 164 | 0             | 0                |

| 28. Oktober 2023 14:00 MESZ | Schweden        | 48 : 37 | Tschechien | Olympiastadion, Stockholm Zuschauer: 1400 Schiedsrichter: Eugeniu Prokopi (Moldau) |
| 28. Oktober 2023 14:00 MESZ | (20:18) Bericht |         |            | Olympiastadion, Stockholm Zuschauer: 1400 Schiedsrichter: Eugeniu Prokopi (Moldau) |

| 4. November 2023 13:00 MEZ | Tschechien     | 48 : 22 | Kroatien | Markéta-Stadion, Prag Zuschauer: 1000 Schiedsrichter: Adrian Pawlik (Polen) |
| 4. November 2023 13:00 MEZ | (36:7) Bericht |         |          | Markéta-Stadion, Prag Zuschauer: 1000 Schiedsrichter: Adrian Pawlik (Polen) |

| 4. November 2023 15:00 MEZ | Schweiz        | 23 : 12 | Schweden | Stade Municipal, Yverdon-les-Bains Schiedsrichter: Killian O’Brien (Deutschland) |
| 4. November 2023 15:00 MEZ | (14:0) Bericht |         |          | Stade Municipal, Yverdon-les-Bains Schiedsrichter: Killian O’Brien (Deutschland) |

| 4. November 2023 14:00 MEZ | Ukraine        | 14 : 32 | Litauen | Städtisches Stadion, Makarska Zuschauer: 300 Schiedsrichter: Ethan Glass (Schweiz) |
| 4. November 2023 14:00 MEZ | (0:22) Bericht |         |         | Städtisches Stadion, Makarska Zuschauer: 300 Schiedsrichter: Ethan Glass (Schweiz) |

| 11. November 2023 14:30 MEZ | Ukraine        | 5 : 41 | Kroatien | Städtisches Stadion, Makarska Zuschauer: 1000 Schiedsrichter: Luis Fernández (Spanien) |
| 11. November 2023 14:30 MEZ | (0:27) Bericht |        |          | Städtisches Stadion, Makarska Zuschauer: 1000 Schiedsrichter: Luis Fernández (Spanien) |

| 11. November 2023 14:00 OEZ | Litauen       | 17 : 31 | Schweiz | Zentralstadion, Klaipėda Zuschauer: 500 Schiedsrichter: Sulchan Tschichladse (Georgien) |
| 11. November 2023 14:00 OEZ | (7:3) Bericht |         |         | Zentralstadion, Klaipėda Zuschauer: 500 Schiedsrichter: Sulchan Tschichladse (Georgien) |

| 19. November 2023 14:30 MEZ | Kroatien        | 20 : 22 | Schweden | Städtisches Stadion, Makarska Zuschauer: 1000 Schiedsrichter: Lukas Jasiński (Polen) |
| 19. November 2023 14:30 MEZ | (10:19) Bericht |         |          | Städtisches Stadion, Makarska Zuschauer: 1000 Schiedsrichter: Lukas Jasiński (Polen) |

| 25. November 2023 14:00 MEZ | Tschechien      | 34 : 24 | Litauen | Markéta-Stadion, Prag Zuschauer: 700 Schiedsrichter: Gert Visser (Niederlande) |
| 25. November 2023 14:00 MEZ | (14:13) Bericht |         |         | Markéta-Stadion, Prag Zuschauer: 700 Schiedsrichter: Gert Visser (Niederlande) |

| 9. März 2024 14:00 MEZ | Tschechien      | 25 : 41 | Schweiz | Markéta-Stadion, Prag Zuschauer: 600 Schiedsrichter: Joshua Ferreira (Deutschland) |
| 9. März 2024 14:00 MEZ | (20:17) Bericht |         |         | Markéta-Stadion, Prag Zuschauer: 600 Schiedsrichter: Joshua Ferreira (Deutschland) |

| 16. März 2024 14:30 MEZ | Kroatien        | 37 : 22 | Litauen | Stadion NŠC Stjepan Spajić, Zagreb Zuschauer: 300 Schiedsrichter: Maria Latos (Deutschland) |
| 16. März 2024 14:30 MEZ | (13:12) Bericht |         |         | Stadion NŠC Stjepan Spajić, Zagreb Zuschauer: 300 Schiedsrichter: Maria Latos (Deutschland) |

| 23. März 2024 13:00 MEZ | Ukraine        | 18 : 48 | Tschechien | Rugby Club Havířov, Havířov Zuschauer: 1500 Schiedsrichter: Michael Hawkins (Dänemark) |
| 23. März 2024 13:00 MEZ | (6:33) Bericht |         |            | Rugby Club Havířov, Havířov Zuschauer: 1500 Schiedsrichter: Michael Hawkins (Dänemark) |

| 23. März 2024 14:00 OEZ | Litauen       | 8 : 27 | Schweden | Šiauliai Rugby Academy Stadium, Šiauliai Zuschauer: 300 Schiedsrichter: Nicolae Fratila (Rumänien) |
| 23. März 2024 14:00 OEZ | (3:5) Bericht |        |          | Šiauliai Rugby Academy Stadium, Šiauliai Zuschauer: 300 Schiedsrichter: Nicolae Fratila (Rumänien) |

| 23. März 2024 15:30 MEZ | Schweiz         | 35 : 10 | Kroatien | Stade Municipal, Yverdon-les-Bains Zuschauer: 1518 Schiedsrichter: Pedro Mendes da Silva (Portugal) |
| 23. März 2024 15:30 MEZ | (14:10) Bericht |         |          | Stade Municipal, Yverdon-les-Bains Zuschauer: 1518 Schiedsrichter: Pedro Mendes da Silva (Portugal) |

| 6. April 2024 14:00 MESZ | Schweden       | 36 : 24 | Ukraine | Trelleborg Rugby Stadium, Trelleborg Zuschauer: 1200 Schiedsrichter: Gert Visser (Niederlande) |
| 6. April 2024 14:00 MESZ | (7:14) Bericht |         |         | Trelleborg Rugby Stadium, Trelleborg Zuschauer: 1200 Schiedsrichter: Gert Visser (Niederlande) |

| 13. April 2024 15:30 MESZ | Schweiz        | 68 : 0 | Ukraine | Utogrund, Zürich Zuschauer: 2500 Schiedsrichter: Ignacio Muñoz Martín (Spanien) |
| 13. April 2024 15:30 MESZ | (40:0) Bericht |        |         | Utogrund, Zürich Zuschauer: 2500 Schiedsrichter: Ignacio Muñoz Martín (Spanien) |

### Zweijahreswertung
|    | Land     | Spiele | Siege | Unent. | Ndlg. | Spiel- punkte | Diff. | Bonus- punkte | Tabellen- punkte |
| -- | -------- | ------ | ----- | ------ | ----- | ------------- | ----- | ------------- | ---------------- |
| 1. | Schweiz  | 8      | 8     | 0      | 0     | 362:111       | + 251 | 6             | 38               |
| 2. | Schweden | 8      | 5     | 0      | 3     | 179:214       | − 35  | 3             | 23               |
| 3. | Kroatien | 8      | 3     | 0      | 5     | 208:217       | − 9   | 4             | 16               |
| 4. | Litauen  | 8      | 2     | 0      | 6     | 176:231       | − 55  | 3             | 11               |
| 5. | Ukraine  | 8      | 3     | 0      | 5     | 160:312       | − 152 | 1             | 9                |

## Rugby Europe Conference

### Gruppe A
|    | Land     | Spiele | Siege | Unent. | Ndlg. | Spiel- punkte | Diff. | Bonus- punkte | Tabellen- punkte |
| -- | -------- | ------ | ----- | ------ | ----- | ------------- | ----- | ------------- | ---------------- |
| 1. | Lettland | 4      | 3     | 0      | 1     | 128:78        | + 50  | 3             | 15               |
| 2. | Finnland | 4      | 3     | 0      | 1     | 116:63        | + 53  | 2             | 14               |
| 3. | Dänemark | 4      | 2     | 0      | 2     | 112:56        | + 56  | 4             | 12               |
| 4. | Andorra  | 4      | 2     | 0      | 2     | 68:72         | − 4   | 2             | 10               |
| 5. | Norwegen | 4      | 0     | 0      | 4     | 28:183        | − 155 | 0             | 0                |

| 30. September 2023 15:00 MESZ | Dänemark      | 36 : 8 | Andorra | Rugby Club Speed Stadium, Kopenhagen Zuschauer: 300 Schiedsrichter: Phila Bitterhout (Niederlande) |
| 30. September 2023 15:00 MESZ | (8:8) Bericht |        |         | Rugby Club Speed Stadium, Kopenhagen Zuschauer: 300 Schiedsrichter: Phila Bitterhout (Niederlande) |

| 7. Oktober 2023 15:00 OESZ | Finnland        | 14 : 10 | Dänemark | Myllypuro-Sportpark, Helsinki Zuschauer: 100 Schiedsrichter: Vadims Galajevs (Lettland) |
| 7. Oktober 2023 15:00 OESZ | (14:10) Bericht |         |          | Myllypuro-Sportpark, Helsinki Zuschauer: 100 Schiedsrichter: Vadims Galajevs (Lettland) |

| 21. Oktober 2023 15:00 OESZ | Finnland        | 17 : 46 | Lettland | Myllypuro-Sportpark, Helsinki Zuschauer: 200 Schiedsrichter: Romain Ruzairol (Norwegen) |
| 21. Oktober 2023 15:00 OESZ | (10:19) Bericht |         |          | Myllypuro-Sportpark, Helsinki Zuschauer: 200 Schiedsrichter: Romain Ruzairol (Norwegen) |

| 4. November 2023 | Andorra   | 28 : 0 | Lettland |  |
| 4. November 2023 | (forfait) |        |          |  |

| 11. November 2023 13.00 OEZ | Lettland       | 53 : 8 | Norwegen | Olympiazentrum, Jelgava Zuschauer: 300 Schiedsrichter: Gela Lemonjava (Georgien) |
| 11. November 2023 13.00 OEZ | (29:0) Bericht |        |          | Olympiazentrum, Jelgava Zuschauer: 300 Schiedsrichter: Gela Lemonjava (Georgien) |

| 13. April 2024 | Andorra   | 0 : 28 | Finnland |  |
| 13. April 2024 | (forfait) |        |          |  |

| 13. April 2024 14:00 MESZ | Dänemark       | 41 : 5 | Norwegen | Rugby Club Speed, Kopenhagen Zuschauer: 400 Schiedsrichter: Vladislav Ilnytskyi (Ukraine) |
| 13. April 2024 14:00 MESZ | (10:0) Bericht |        |          | Rugby Club Speed, Kopenhagen Zuschauer: 400 Schiedsrichter: Vladislav Ilnytskyi (Ukraine) |

| 20. April 2024 13:00 OESZ | Lettland        | 29 : 25 | Dänemark | Zemgales Olimpiskais centrs, Jelgava Zuschauer: 350 Schiedsrichter: Diogo Miranda (Portugal) |
| 20. April 2024 13:00 OESZ | (12:14) Bericht |         |          | Zemgales Olimpiskais centrs, Jelgava Zuschauer: 350 Schiedsrichter: Diogo Miranda (Portugal) |

| 4. Mai 2024 14:00 MESZ | Norwegen       | 8 : 32 | Andorra | Lystlunden Stadion, Horten Zuschauer: 150 Schiedsrichter: Joshua Jahn (Deutschland) |
| 4. Mai 2024 14:00 MESZ | (0:13) Bericht |        |         | Lystlunden Stadion, Horten Zuschauer: 150 Schiedsrichter: Joshua Jahn (Deutschland) |

| 11. Mai 2024 14:00 MESZ | Norwegen       | 7 : 57 | Finnland | Lystlunden Stadion, Horten Zuschauer: 80 Schiedsrichter: Vaidotas Girdvainis (Litauen) |
| 11. Mai 2024 14:00 MESZ | (0:31) Bericht |        |          | Lystlunden Stadion, Horten Zuschauer: 80 Schiedsrichter: Vaidotas Girdvainis (Litauen) |

### Gruppe B
|    | Land                    | Spiele | Siege | Unent. | Ndlg. | Spiel- punkte | Diff. | Bonus- punkte | Tabellen- punkte |
| -- | ----------------------- | ------ | ----- | ------ | ----- | ------------- | ----- | ------------- | ---------------- |
| 1. | Luxemburg               | 4      | 4     | 0      | 0     | 190:46        | + 144 | 3             | 19               |
| 2. | Ungarn                  | 4      | 2     | 0      | 2     | 133:70        | + 63  | 2             | 11               |
| 3. | Österreich              | 4      | 2     | 0      | 2     | 112:111       | + 1   | 2             | 10               |
| 2. | Slowenien               | 4      | 2     | 0      | 2     | 72:151        | – 79  | 0             | 8                |
| 5. | Bosnien und Herzegowina | 4      | 0     | 0      | 4     | 57:186        | – 129 | 1             | 1                |

| 30. September 2023 15:00 MESZ | Österreich     | 10 : 53 | Ungarn | Pappelstadion, Mattersburg Zuschauer: 500 Schiedsrichter: Emmanuel Jacques (Dänemark) |
| 30. September 2023 15:00 MESZ | (3:27) Bericht |         |        | Pappelstadion, Mattersburg Zuschauer: 500 Schiedsrichter: Emmanuel Jacques (Dänemark) |

| 14. Oktober 2023 14:00 MESZ | Bosnien und Herzegowina | 10 : 59 | Luxemburg | Kamberovića Polje, Zenica Zuschauer: 150 Schiedsrichter: Andrei Gheorghe (Rumänien) |
| 14. Oktober 2023 14:00 MESZ | (10:40) Bericht         |         |           | Kamberovića Polje, Zenica Zuschauer: 150 Schiedsrichter: Andrei Gheorghe (Rumänien) |

| 14. Oktober 2023 14:30 MESZ | Ungarn          | 17 : 29 | Slowenien | Budapest Rugby Center, Budapest Zuschauer: 1000 Schiedsrichter: Ondrej Fort (Tschechien) |
| 14. Oktober 2023 14:30 MESZ | (10:10) Bericht |         |           | Budapest Rugby Center, Budapest Zuschauer: 1000 Schiedsrichter: Ondrej Fort (Tschechien) |

| 21. Oktober 2023 14:00 MESZ | Slowenien       | 22 : 17 | Bosnien und Herzegowina | Oval Ljubljana, Ljubljana Zuschauer: 500 Schiedsrichter: Anatolie Tipa (Moldau) |
| 21. Oktober 2023 14:00 MESZ | (15:10) Bericht |         |                         | Oval Ljubljana, Ljubljana Zuschauer: 500 Schiedsrichter: Anatolie Tipa (Moldau) |

| 4. November 2023 15:00 MEZ | Luxemburg       | 27 : 14 | Österreich | Stade de Luxembourg, Luxembourg Zuschauer: 1200 Schiedsrichter: Kevin Jalibat (Schweiz) |
| 4. November 2023 15:00 MEZ | (12:14) Bericht |         |            | Stade de Luxembourg, Luxembourg Zuschauer: 1200 Schiedsrichter: Kevin Jalibat (Schweiz) |

| 6. April 2024 14:00 MESZ | Ungarn         | 15 : 18 | Luxemburg | Nationales Rugbyzentrum, Budapest Zuschauer: 400 Schiedsrichter: Adèle Robert (Belgien) |
| 6. April 2024 14:00 MESZ | (12:7) Bericht |         |           | Nationales Rugbyzentrum, Budapest Zuschauer: 400 Schiedsrichter: Adèle Robert (Belgien) |

| 6. April 2024 15:00 MESZ | Österreich | 57 : 17 | Bosnien und Herzegowina | Wiener Sport-Club Platz, Wien |
| 6. April 2024 15:00 MESZ |            |         |                         | Wiener Sport-Club Platz, Wien |

| 13. April 2024 13:45 MESZ | Slowenien      | 14 : 31 | Österreich | Oval Stadion, Ljubljana Zuschauer: 200 Schiedsrichter: Edwin van der Spek (Niederlande) |
| 13. April 2024 13:45 MESZ | (7:18) Bericht |         |            | Oval Stadion, Ljubljana Zuschauer: 200 Schiedsrichter: Edwin van der Spek (Niederlande) |

| 20. April 2024 14:00 MESZ | Bosnien und Herzegowina | 13 : 48 | Ungarn | Kamberovića Polje, Zenica Zuschauer: 500 Schiedsrichter: Vadims Galajevs (Litauen) |
| 20. April 2024 14:00 MESZ | (3:10) Bericht          |         |        | Kamberovića Polje, Zenica Zuschauer: 500 Schiedsrichter: Vadims Galajevs (Litauen) |

| 20. April 2024 18:00 MESZ | Luxemburg      | 86 : 7 | Slowenien | Stade de Luxembourg, Luxemburg Zuschauer: 1250 Schiedsrichter: Francisco Serra (Portugal) |
| 20. April 2024 18:00 MESZ | (43:7) Bericht |        |           | Stade de Luxembourg, Luxemburg Zuschauer: 1250 Schiedsrichter: Francisco Serra (Portugal) |

### Gruppe C
|    | Land      | Spiele | Siege | Unent. | Ndlg. | Spiel- punkte | Diff. | Bonus- punkte | Tabellen- punkte |
| -- | --------- | ------ | ----- | ------ | ----- | ------------- | ----- | ------------- | ---------------- |
| 1. | Moldau    | 3      | 3     | 0      | 0     | 112:31        | + 81  | 2             | 14               |
| 2. | Bulgarien | 3      | 2     | 0      | 1     | 76:79         | − 3   | 1             | 9                |
| 3. | Türkei    | 3      | 1     | 0      | 2     | 69:95         | − 26  | 0             | 4                |
| 4. | Serbien   | 3      | 0     | 0      | 3     | 40:122        | – 82  | 0             | 0                |

| 30. September 2023 16:00 OESZ | Türkei         | 14 : 33 | Moldau | Atatürk-Olympiastadion, Istanbul Zuschauer: 350 Schiedsrichter: Filippos Manolopoulos (Österreich) |
| 30. September 2023 16:00 OESZ | (9:13) Bericht |         |        | Atatürk-Olympiastadion, Istanbul Zuschauer: 350 Schiedsrichter: Filippos Manolopoulos (Österreich) |

| 7. Oktober 2023 15:00 OESZ | Moldau         | 31 : 11 | Serbien | Stadionul Dinamo, Chișinău Zuschauer: 500 Schiedsrichter: Nicolae Fratila (Rumänien) |
| 7. Oktober 2023 15:00 OESZ | (17:6) Bericht |         |         | Stadionul Dinamo, Chișinău Zuschauer: 500 Schiedsrichter: Nicolae Fratila (Rumänien) |

| 28. Oktober 2023 15:00 OESZ | Bulgarien       | 40 : 24 | Türkei | Nationale Sportakademie „Wassil Lewski“, Sofia Zuschauer: 3500 Schiedsrichter: Diogo Inacio (Portugal) |
| 28. Oktober 2023 15:00 OESZ | (17:10) Bericht |         |        | Nationale Sportakademie „Wassil Lewski“, Sofia Zuschauer: 3500 Schiedsrichter: Diogo Inacio (Portugal) |

| 13. April 2024 15:00 MESZ | Serbien         | 22 : 31 | Türkei | Borac Starčevo Stadion, Belgrad Zuschauer: 200 Schiedsrichter: Liam Wright (Niederlande) |
| 13. April 2024 15:00 MESZ | (19:14) Bericht |         |        | Borac Starčevo Stadion, Belgrad Zuschauer: 200 Schiedsrichter: Liam Wright (Niederlande) |

| 20. April 2024 15:00 OESZ | Bulgarien      | 30 : 7 | Serbien | Wassil-Lewski-Nationalstadion, Sofia Zuschauer: 1200 Schiedsrichter: Dominik Jastrzębski (Polen) |
| 20. April 2024 15:00 OESZ | (27:0) Bericht |        |         | Wassil-Lewski-Nationalstadion, Sofia Zuschauer: 1200 Schiedsrichter: Dominik Jastrzębski (Polen) |

| 4. Mai 2024 16:00 OESZ | Moldau         | 48 : 6 | Bulgarien | Dinamo-Stadion, Chișinău Zuschauer: 1500 Schiedsrichter: Eki Fanlo (Spanien) |
| 4. Mai 2024 16:00 OESZ | (17:6) Bericht |        |           | Dinamo-Stadion, Chișinău Zuschauer: 1500 Schiedsrichter: Eki Fanlo (Spanien) |

### Gruppe D
|    | Land   | Spiele | Siege | Unent. | Ndlg. | Spiel- punkte | Diff. | Bonus- punkte | Tabellen- punkte |
| -- | ------ | ------ | ----- | ------ | ----- | ------------- | ----- | ------------- | ---------------- |
| 1. | Malta  | 2      | 2     | 0      | 0     | 46:31         | + 15  | 0             | 8                |
| 2. | Zypern | 2      | 0     | 0      | 2     | 31:46         | − 15  | 1             | 1                |
| 3. | Israel | 0      | 0     | 0      | 0     | 0:0           | ± 0   | 0             | 0                |

| 4. November 2023 14:00 MEZ | Malta          | 22 : 17 | Zypern | Hibernians Football Ground, Paola Zuschauer: 1500 Schiedsrichter: Ivan Zelic (Kroatien) |
| 4. November 2023 14:00 MEZ | (15:0) Bericht |         |        | Hibernians Football Ground, Paola Zuschauer: 1500 Schiedsrichter: Ivan Zelic (Kroatien) |

| 4. Mai 2024 14:00 OESZ | Zypern        | 14 : 24 | Malta | Tsirio-Stadion, Limassol Zuschauer: 427 Schiedsrichter: Paul Warman (Deutschland) |
| 4. Mai 2024 14:00 OESZ | (7:7) Bericht |         |       | Tsirio-Stadion, Limassol Zuschauer: 427 Schiedsrichter: Paul Warman (Deutschland) |

Alle Spiele mit Beteiligung Israels wurden wegen des Gazakriegs abgesagt.

## Rugby Europe Development
|    | Land       | Spiele | Siege | Unent. | Ndlg. | Spiel- punkte | Diff. | Bonus- punkte | Tabellen- punkte |
| -- | ---------- | ------ | ----- | ------ | ----- | ------------- | ----- | ------------- | ---------------- |
| 1. | Montenegro | 2      | 1     | 0      | 1     | 35:39         | − 4   | 1             | 5                |
| 2. | Kosovo     | 2      | 1     | 0      | 1     | 39:35         | + 4   | 0             | 4                |

| 3. Dezember 2023 14:00 MEZ | Kosovo        | 27 : 0 | Montenegro | Hajvali Stadium, Pristina Zuschauer: ? Schiedsrichter: John Stuyck (Belgien) |
| 3. Dezember 2023 14:00 MEZ | (8:0) Bericht |        |            | Hajvali Stadium, Pristina Zuschauer: ? Schiedsrichter: John Stuyck (Belgien) |

| 14. April 2024 13:50 MESZ | Montenegro     | 35 : 12 | Kosovo | Stadion Topolica, Bar Zuschauer: 500 Schiedsrichter: Victor Lungu (Moldawien) |
| 14. April 2024 13:50 MESZ | (22:6) Bericht |         |        | Stadion Topolica, Bar Zuschauer: 500 Schiedsrichter: Victor Lungu (Moldawien) |

## Aufstiegs-Play-off in die Trophy
| 25. Mai 2024 18:00 MESZ | Luxemburg     | 19 : 0 | Moldau | Josy-Barthel-Stadion, Luxemburg Zuschauer: 1000 Schiedsrichter: Luis Fernandez (Spanien) |
| 25. Mai 2024 18:00 MESZ | (7:0) Bericht |        |        | Josy-Barthel-Stadion, Luxemburg Zuschauer: 1000 Schiedsrichter: Luis Fernandez (Spanien) |

## Fernsehübertragung
In Deutschland erwarb Seven.One Entertainment Group die Übertragungsrechte an den deutschen Spielen in der Rugby Europe Championship 2023/24. Alle weiteren Spiele der Rugby Europe Championship wurden auf der Website ran.de und Joyn ausgestrahlt.